# Bella Galil

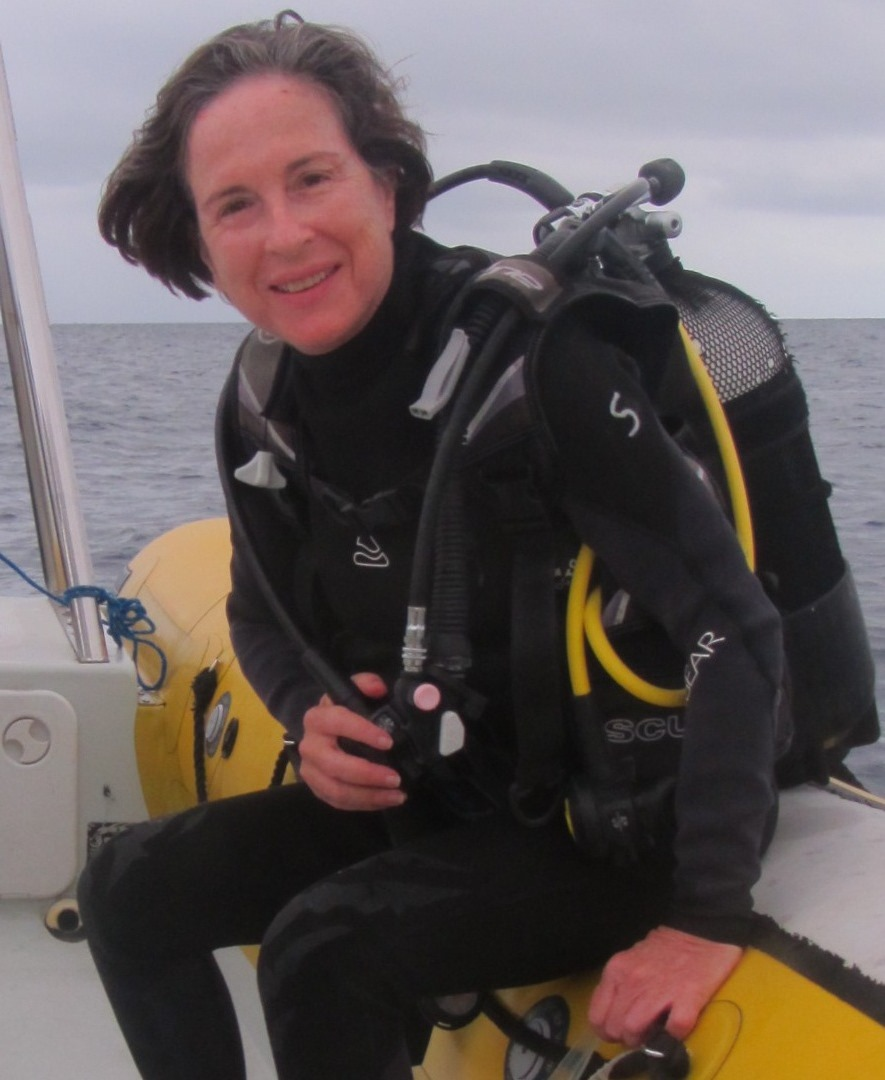
Bella Galin im Fakarava-Atoll (2015)

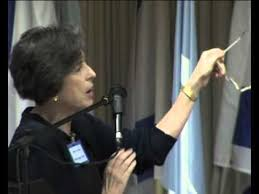
Galil als Referentin an der Universität Haifa (2016)

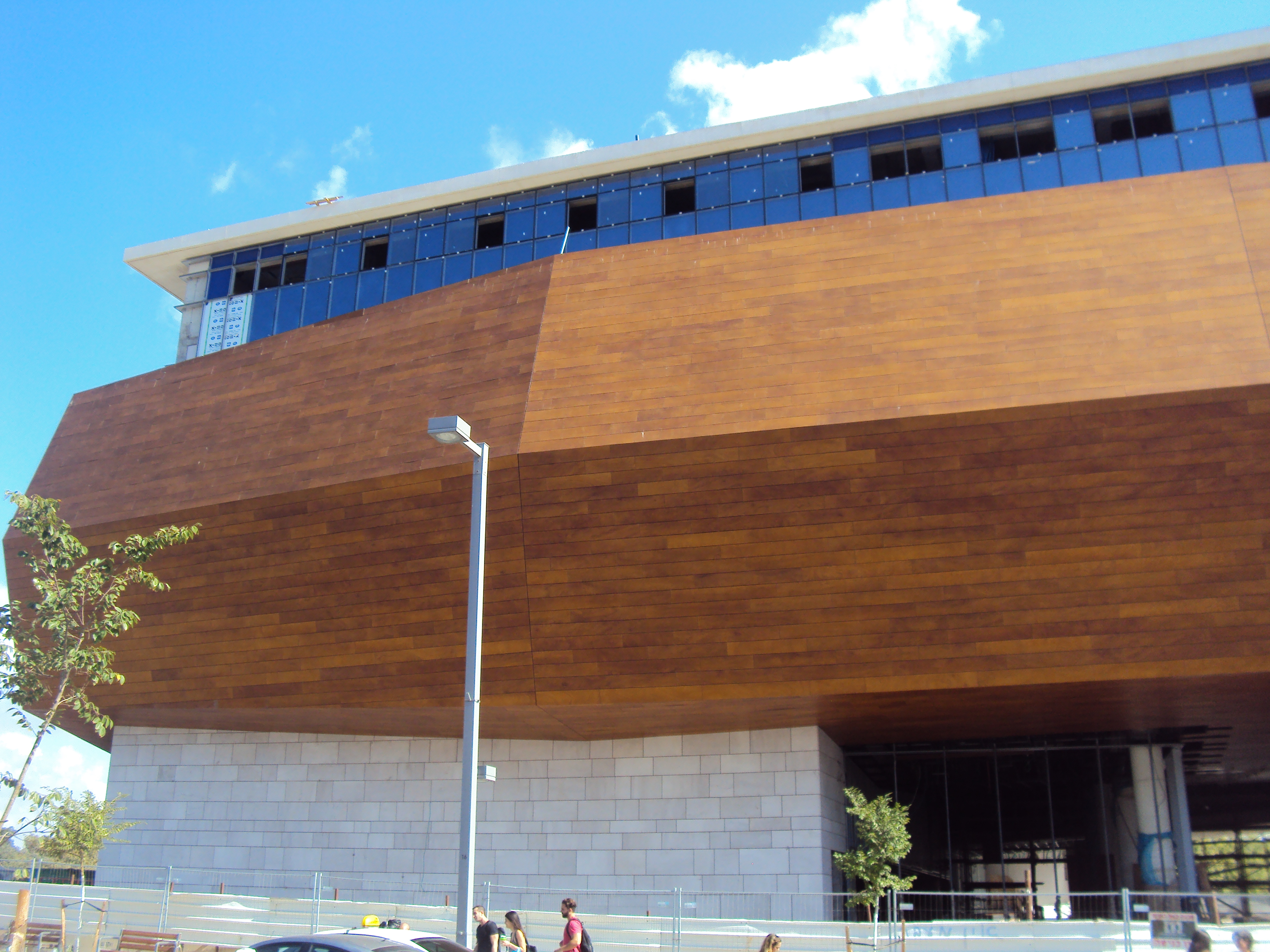
Steinhardt Museum of Nature in Tel Aviv

Sarah Bella Galil (hebräisch בלה גליל (geborene Gorenstein); geb. 24. August 1949 in Wien) ist eine israelische Meeresbiologin.

## Herkunft und Ausbildung
Bella Galil wurde 1949 in Wien als Tochter von Hannah (geborene Peterman) und Yosef Gorenstein geboren. Galil erhielt die Namen ihrer im Holocaust ermordeten Großmütter – Sarah und Bella. Die Familie wanderte 1952 nach Israel aus und lebte in Tel Aviv. Galil besuchte die Dan State School und das Herzliya-Gymnasium mit dem Schwerpunktfach Biologie. Sie absolvierte einen Bachelor-Studiengang an der Universität Tel Aviv. In dieser Zeit machte sie beim Aqua Sport Tauchclub Eilat unter der Leitung von Yohanan Shapir eine Taucherausbildung für Flachwasser. Die Tauchgänge vor den Ufern von Eilat und Sinai eröffneten Galil Einblicke in eine vielfältige Unterwasserwelt. Galil schloss ein Master- und Promotionsstudium an. Ihre Dissertation verfasste sie über in Korallen lebende Krabben im Golf von Eilat. Ihren Militärdienst leistete Galil im Sanitätskorps ab.

## Forschung und Lehre
Galil spezialisierte sich auf Grundlage ihrer taxonomischen und ökologischen Ausbildung auf die Fauna in den Tiefen des Levantischen Meeres mit dem Ziel, das Wissen über die Tiere dieser einzigartigen Umgebung zu erweitern, insbesondere um invasive Arten zu untersuchen, die aus dem Roten Meer durch den Suezkanal in das Mittelmeer eingedrungen sind, und um die Veränderungen der lokalen Habitate zu dokumentieren. Galil hat Dutzende von Arten beschrieben. Während ihrer Tätigkeit am Israelischen Institut für Meeres- und Seenforschung betrieb sie ein Überwachungs- und Meldesystem zur Untersuchung von Ballastwasser von Schiffen aus verschiedenen Gebieten. Nachdem sie dabei invasive Rippenquallen identifiziert hatte, initiierte sie mit Hilfe der Öffentlichkeit eine jährliche Erhebung über Quallenschwärme, was zur Entdeckung weiterer invasiver Arten führte.

## Wissenschaftliche und öffentliche Aktivitäten
Galil war von 1993 bis 1997 Vorsitzende des Exekutivkomitees der Israel Zoological Association, von 1992 bis 1998 stellvertretender Herausgeberin des Israeli Journal of Zoology, von 2001 bis 2007 Co-Vorsitzende des Committee on Marine Resources and Ecosystems der Organization of Mediterranean Scientists, wobei sie jeweils die erste Frau auf diesen Positionen war. Sie war Mitbegründerin der Israel Marine Sciences Association und Mitglied ihres ersten Vorstands von 2003 bis 2005. Galil ist seit 2005 Mitglied des Wissenschaftlichen Ausschusses für invasive Arten der International Union for Conservation of Nature. Derzeit ist sie in internationalen Gremien wie dem Internationalen Rat für Meeresforschung und der Zwischenstaatlichen Politik der Vereinten Nationen im Bereich Biodiversität und Ökosystemleistungen tätig.
Galil war langjährige Kuratorin am Steinhardt Museum of Nature der Universität Tel Aviv, zuvor war sie Leitende Forscherin bei der Israel Oceanographic & Limnological Research (IOLR).

## Privates
Seit 1970 ist sie mit Zvi Galil verheiratet, den sie an der Universität Tel Aviv kennengelernt hatte.

## Veröffentlichungen (Auswahl)
- B. Galil, C. Froglia, P. Noel: Crustaceans: decapods and stomatopods. In: F. Briand (Hrsg.): CIESM Atlas of Exotic Species in the Mediterranean. Band 2: Crustaceans: decapods and stomatopods. CIESM Publishers, Monaco 2002, ISBN 92-990003-2-8.
- S. Gollasch, B. S. Galil, A. N. Cohen: Bridging Divides – Maritime Canals as Invasion Corridors. (= Monographiae Biologicae. Vol. 83). Springer, 2006, ISBN 978-90-481-7265-8.
- DAISIE: Handbook of Alien Species in Europe. (= Invading Nature – Springer Series in Invasion Ecology. Band 3). 2009, ISBN 978-1-4020-8279-5.
- B. S. Galil, P. F. Clark, J. T. Carlton: In the Wrong Place – Alien Marine Crustaceans: Distribution, Biology and Impacts. (= Invading Nature – Springer Series in Invasion Ecology. Band 6). 2011, ISBN 978-94-007-0590-6.